# جائزة فرنسا الكبرى 1992
جائزة فرنسا الكبرى 1992 هو سباق فورمولا 1 أقيم بتاريخ 5 يوليو 1992 في فرنسا. كان الثامن من أصل 16 في بطولة العالم لسباقات الفورمولا واحد موسم 1992. حلّ البريطاني نايجل مانسيل أولا بينما جاء الإيطالي ريكاردو باتريس في المركز الثاني وحصل على المركز الثالث البريطاني مارتن براندل.